# 신경근병증
신경근병증(神經根病症, 영어: radiculopathy)은 하나 이상의 신경이 영향을 받아 올바르게 동작하지 않는 질병의 모임이다. (신경증) 신경근증(神經根症), 신경뿌리병증(神經-病症)이라고도 한다.

## 병인
신경근병증은 일반적으로 사출공(exit foramen)이나 외측 함요(Lateral recess)에 위치한 신경근의 기계적 압축을 가리킨다.

## 상해 매커니즘
환자에게서 관찰되는 신경근병증의 경우 대개가 C6-C8 지점에 가까운 경추에 위치한다.
특정한 상해 또한 신경근병증으로 이어질 수 있다. 이러한 상해에는 무거운 물건들을 부적절하게 들어올리거나 차 사고와 같은 사소한 정신적 외상을 포함한다.

## 치료
일반적인 보숙적 접근 방법으로는 물리치료, 통증 제어를 포함한다. 카이로프랙틱 요법을 이용하는 것도 고려할 수 있다.

## 같이 보기
- 말초신경병증
- 좌골신경통
- 저림